# Shining Star (chanson d'Earth, Wind and Fire)
Pour les articles homonymes, voir Shining Star.
Pistes de That's the Way of the World
That's the Way of the World
Shining Star est une chanson d'Earth, Wind and Fire sortie sur l'album That's the Way of the World en 1975.

## Histoire
Chanson disco, Shining Star est le premier single du sixième album d'Earth, Wind and Fire, That's the Way of the World. Écrite et composée par Maurice White, Larry Dunn et Philip Bailey, elle entre le 15 février 1975 à la 86e place du classement des meilleures ventes aux États-Unis pour atteindre le sommet quinze semaines plus tard. Influencée par le gospel de Maurice White, cette chanson parle du potentiel de chacun à devenir une star selon son destin.  

## Récompenses
Shining star permet à Earth, Wind and Fire d'obtenir le Grammy Award de la meilleure prestation R&B par un duo ou un groupe avec chant lors de la cérémonie de 1976.
Elle est incluse dans la sélection des 660 « chansons qui ont façonné le rock 'n' roll » du Rock and Roll Hall of Fame.